# Ortona (antiga ciutat)
Ortona (en llatí: Ortona en grec antic: Ὄρτων) va ser una antiga ciutat del Latium propera al territori dels eques.
Apareix a la història l'any 481 aC quan era una ciutat llatina i els eques la van assetjar i conquerir, encara que després la van perdre. El 457 aC els eques van conquerir Corbió i van matar a la guarnició romana i tot seguit es van fer amos d'Ortona. Però el cònsol romà Gai Horaci Pulvil els va derrotar al Mont Algidus, i va recuperar les dues ciutats. Per aquesta descripció es creu que la ciutat, no localitzada era a la vora de Corbió i del mont Algidus. Després no torna a ser esmentada, i probablement va deixar d'existir. Dionís d'Halicarnàs parla dels Φορτινεῖοι ('phortineioi') entre els pobles que formaven la Lliga de les trenta ciutats llatines i és probable que es refereixi a Ortona, ja que el nom phortineioi és completament desconegut. Plini el Vell, que no menciona la ciutat, parla dels hortinenses, que podrien ser els habitants d'Ortona. La seva situació exacta es desconeix.